# Calo
Calo en plural calones (en llatí calo "assistent") eren els servidors dels soldats romans, que recollien la llenya i coses similars. Segurament havien estat esclaus, i formaven part de l'exèrcit com a auxiliars, segons es desprèn d'alguns passatges de Juli Cèsar. Es deien així perquè recollien la fusta (llenya, en grec κᾶλα). Flavi Josep diu que convivien amb els soldats i estaven presents en els seus entrenaments. Només eren inferiors en habilitat i valor. D'aquestos soldats auxiliars el nom de calones va passar a tots els servidors de granges i altres llocs, segons explica Horaci.
En temps de l'imperi la feina era sovint feta per lliberts, i encara que Tàcit digui que eren iguals que els lixes (lixae), no s'han de confondre. Els lixes seguien a l'exèrcit per fer negocis, sobretot per vendre al soldats alguns articles o menjars ja preparats, i no eren indispensables per a un exèrcit, i en determinades situacions se'ls hi impedia la proximitat.Titus Livi també parla d'ells com a negociants. Se suposa que el terme està relacionat amb lixa, una paraula antiga que significava aigua, i els lixes en subministraven als soldats.